# سرزمین موعود (فیلم ۲۰۱۲)
سرزمین موعود (انگلیسی: Promised Land) یک فیلم درام آمریکایی محصول سال ۲۰۱۲ به کارگردانی گاس ون سنت و با بازی مت دیمون، جان کرازینسکی، فرانسیس مک دورمند، رزمری دویت و هال هالبروک است. فیلمنامه توسط دیمون و کرازینسکی بر اساس داستانی از دیو اگرز نوشته شده‌است. سرزمین موعود دو زمین‌دار نفتی را دنبال می‌کند که در تلاش برای خرید حق حفاری از ساکنان محلی، از یک شهر روستایی دیدن می‌کنند.
این فیلم موفق شد نامزدِ دریافتِ جایزهٔ خرس طلایی جشنوارهٔ برلین شود.

## بازیگران
- مت دیمون - استیو باتلر
- جان کرازینسکی - داستین نوبل
- فرانسیس مک‌دورمند - سو توماسون
- رزمری دویت - آلیس
- لوکاس بلک - پل‌گیری
- تیتوس ولیور - راب
- هال هالبروک - فرانک ییتس
- اسکوت مک‌نری - جف دنون
- تری کینی - دیوید چرچیل